# Inta (městský okruh)
Městský okruh Inta je komunální útvar v Republice Komi. Administrativním centrem je město Inta.

## Demografie
- 2002 — 46 411 obyv.
- 2009 — ↘ 38 143 obyv.
- 2010 — ↘ 35 181 obyv.
- 2011 — ↘ 34 901 obyv.
- 2012 — ↘ 33 540 obyv.
- 2013 — ↘ 32 340 obyv.
- 2014 — ↘ 31 344 obyv.
- 2015 — ↘ 30 512 obyv.
- 2016 — ↘ 29 732 obyv.

## Administrativní členění
| №. | Sídelní útvar  | Rusky        | Typ sídelního útvaru           | Počet obyvatel |
| -- | -------------- | ------------ | ------------------------------ | -------------- |
| 1  | Abez           | Абезь        | vesnice (děrevňa)              | 117            |
| 2  | Abez           | Абезь        | sídlo                          | ↘ 478          |
| 3  | Adzva          | Адзьва       | vesnice (děrevňa)              | 0              |
| 4  | Adzvavom       | Адзьвавом    | vesnice (selo)                 | 98             |
| 5  | Věrchňaja Inta | Верхняя Инта | sídlo městského typu           | ↘ 1 060        |
| 6  | Jepa           | Епа          | vesnice (děrevňa)              | 32             |
| 7  | Inta           | Инта         | město, administrativní centrum | ↘ 26 983       |
| 8  | Kožym          | Кожым        | sídlo městského typu           | → 4            |
| 9  | Kožymvom       | Кожымвом     | vesnice (děrevňa)              | 1              |
| 10 | Komaju         | Комаю        | sídlo                          | 0              |
| 11 | Kosťuk         | Костюк       | sídlo                          | 3              |
| 12 | Kosjuvom       | Косьювом     | vesnice (selo)                 | 176            |
| 13 | Kočmes         | Кочмес       | sídlo                          | 0              |
| 14 | Kočmes         | Кочмес       | sídlo                          | 46             |
| 15 | Lazurnyj       | Лазурный     | sídlo                          | 16             |
| 16 | Petruň         | Петрунь      | vesnice (selo)                 | 439            |
| 17 | Rogovaja       | Роговая      | vesnice (děrevňa)              | 69             |
| 18 | Tošpi          | Тошпи        | vesnice (děrevňa)              | 3              |
| 19 | Usa            | Уса          | sídlo                          | 6              |
| 20 | Fion           | Фион         | sídlo                          | 1              |
| 21 | Justydor       | Юсьтыдор     | sídlo                          | 388            |
| 22 | Jagjol         | Ягъёль       | vesnice (děrevňa)              | 25             |
| 23 | Jarpijag       | Ярпияг       | vesnice (děrevňa)              | 87             |